# Nyárlőrinc
Nyárlőrinc là một thị trấn thuộc hạt Bács-Kiskun, Hungary. Thị trấn này có diện tích 66,36 km², dân số năm 2010 là 2321 người, mật độ 35 người/km².